# Preeti Gupta
Pour les articles homonymes, voir Gupta.
Preeti Gupta, née le 27 avril 1986 en Inde, est une actrice et mannequin indienne.

## Biographie
En 2014, Preeti Gupta tient l'un des rôles principaux dans le film de Raj Amit Kumar (en), Unfreedom.

## Filmographie
- 2005 : Kaisa Yeh Pyaar Hai (série télévisée) : Anita
- 2005 : Paheli : la fille aux baies
- 2006 : Deadline: Sirf 24 Ghante : la voisine
- 2007 : Kasturi (série télévisée) : Alaana Sabbarwal
- 2007 : Kya Dill Mein Hai (série télévisée) : Bhabhi
- 2007-2008 : Kahaani Ghar Ghar Kii (série télévisée) : Mayuri Shikhar Mehra (5 épisodes)
- 2006-2009 : Kasamh Se (série télévisée) : D bhabhi / Deepali (2 épisodes)
- 2013 : Mere Haule Dost
- 2014 : Unfreedom : Leela
- 2015 : Zubaan : l'amie de Gurucharan
- 2016 : Kavach... Kaali Shaktiyon Se (série télévisée) : Natasha Bundela
- 2018 : Yalon Levy: There Were Times (court métrage) : la femme
- 2018 : Proof (court métrage)

Prochainement
- 2019 : A New Christmas : Shivaani